# ناحية المشاهدة
المِشاهدة ناحية وقرية في قضاء الطارمية في أقصى شمال محافظة بغداد، مساحتها 196 كيلومتراً مربعاً، استحدثت في 22 آب سنة 2002، مركزها مقاطعة مجمان رقم 7.

## التسمية
ذكر ثامر عبد الحسن العامري في كتابه (موسوعة العشائر العراقية) أن عشيرة المشاهدة هاجرت إلى منطقتين، إحداهما "منطقة المشاهدة الحالية الكائنة شمال بغداد والتي سُميت باسمهم حيث أقطعهم الوالي أحمد باشا هذه الأراضي وكانت أميرية عن طريق الالتزام باعتبارهم من آل البيت.".

## مقاطعاتها
1. مقاطعة مجمان رقم 7، وهي مركز ناحية المشاهدة.
2. مقاطعة الضيات رقم 13.
3. مقاطعة آبار اليساري رقم 14.
4. مقاطعة مسعود رقم 15.
5. مقاطعة مكسار الفرس رقم 16.

## بلدية المشاهدة
في 1 كانون الثاني سنة 2005 أُنشئت بلدية المشاهدة، وذُكر في قرار إنشاء البلدية "بناءاً على ما تقتضيه المصلحة العامة ولغرض تقديم الخدمات…قررنا استحداث بلدية من الصنف الرابع في مركز ناحية المشاهدة التابع لمحافظة بغداد"، والحدود البلدية هي:
1. الحدود الشمالية / ( ب جـ ) جزء من طريق الطارمية القديم، ( د هـ ) محرمات المبزل الفرعي الذي يصب في المبزل رقم ( W . D 29 ).
2. الحدود الشرقية / ( هـ و ) محرمات المبزل رقم ( W . D 29 ).
3. الحدود الجنوبية / ( و ز ) حدود المقاطعة ( م / أبو سريول )، ( ز أ ) طريق الطارمية / بغداد.
4. الحدود الغربية / ( أ ب ) طريق بغداد – الموصل، ( جـ د ) محرم القناة الاروائية المبطنة رقم ( M . C . I . N ).